# Marko Pernhart
Marko Pernhart, né le 6 juillet 1824 à Untermieger (Carinthie) et mort le 30 mars 1871 à Klagenfurt, est un peintre et dessinateur slovène d'origine autrichienne.

## Biographie
Marko Pernhart naît le 6 juillet 1824 à Untermieger, village de la commune d'Ebenthal in Kärnten, en Carinthie.
Commençant par peindre des motifs décoratifs sur des coffres et des ruches, il devient le protégé d'Eduard von Moro (fl 1850), un riche propriétaire d'usine qui est aussi peintre paysagiste et l'un des professeurs locaux de Pernhart. En 1846, Pernhart étudie à Vienne et à Munich et l'année suivante visite Ljubljana et Trieste. En 1848, il est de nouveau à Munich et en 1854 à Venise.
Marko Pernhart meurt le 30 mars 1871 à Klagenfurt.

## Œuvre
Il est réputé comme peintre paysagiste, en particulier pour ses panoramas alpins. Beaucoup de ses tableaux reflètent une atmosphère typiquement romantique.
Sa peinture est bien représentée à la Galerie nationale de Slovénie, à Ljubljana : panoramas du Stol et de la Šmarna gora, Lac de Mangrt sous la tempête, etc.

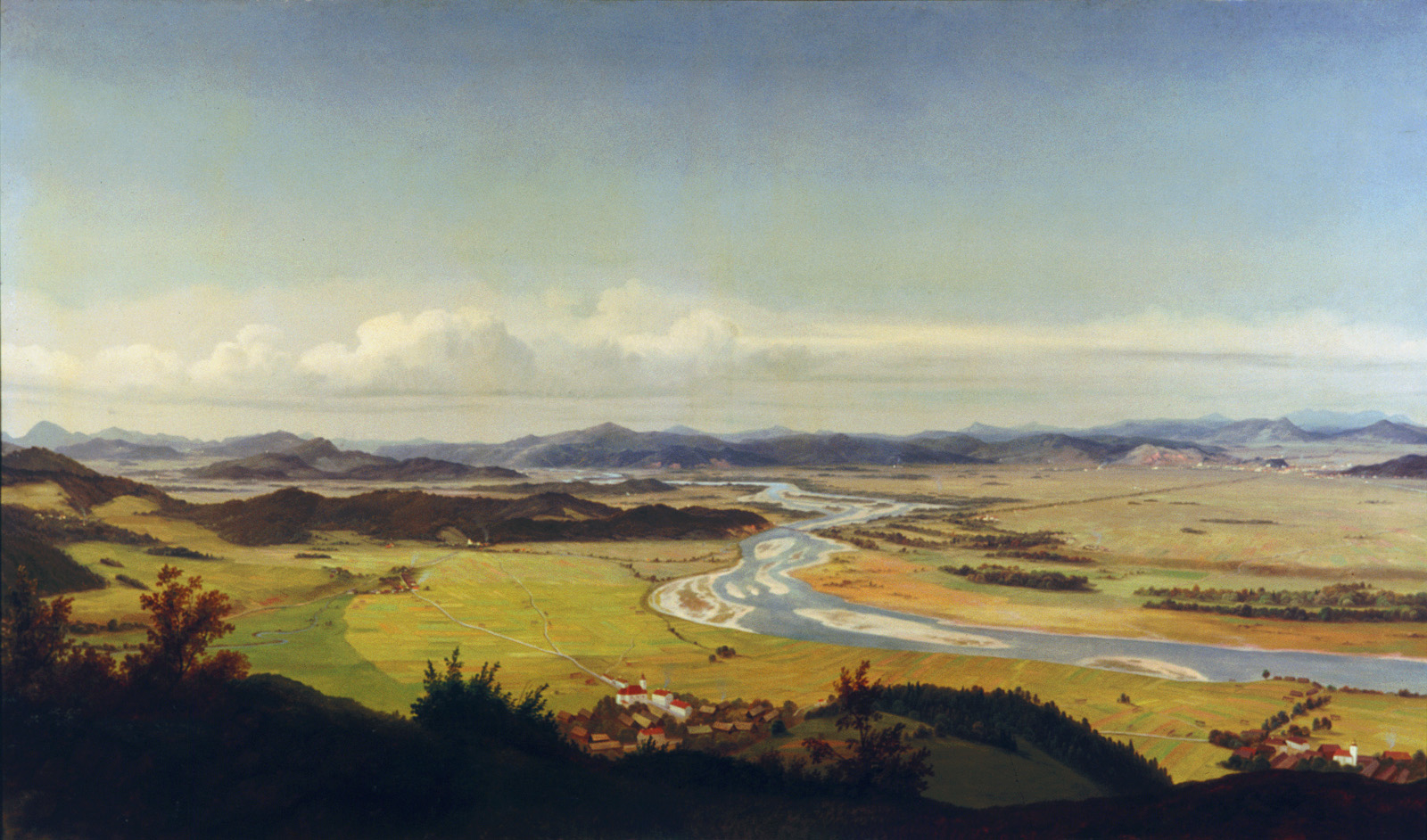
Panorama de la Šmarna gora. Galerie nationale de Slovénie.
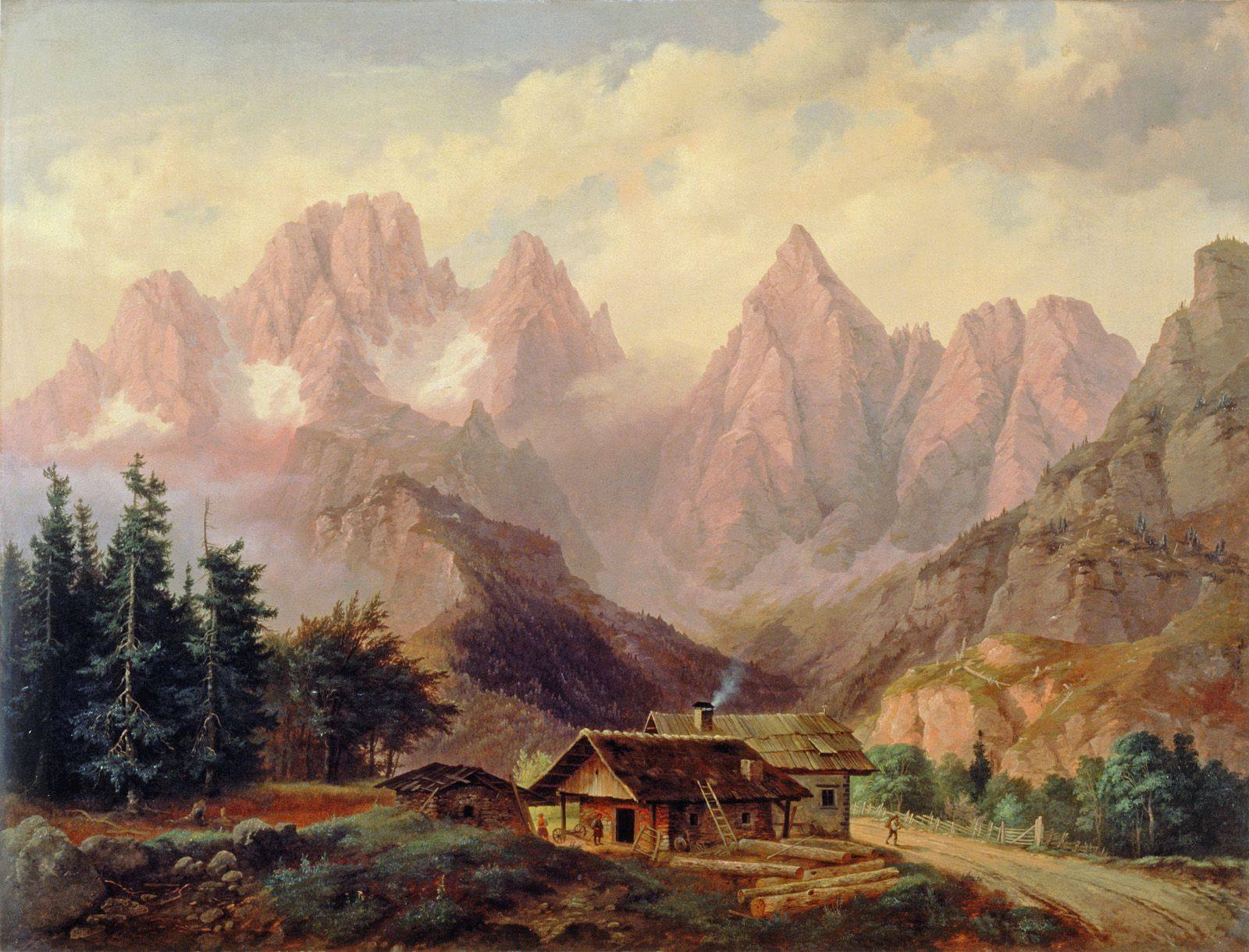
Špikova skupina. Galerie nationale de Slovénie.
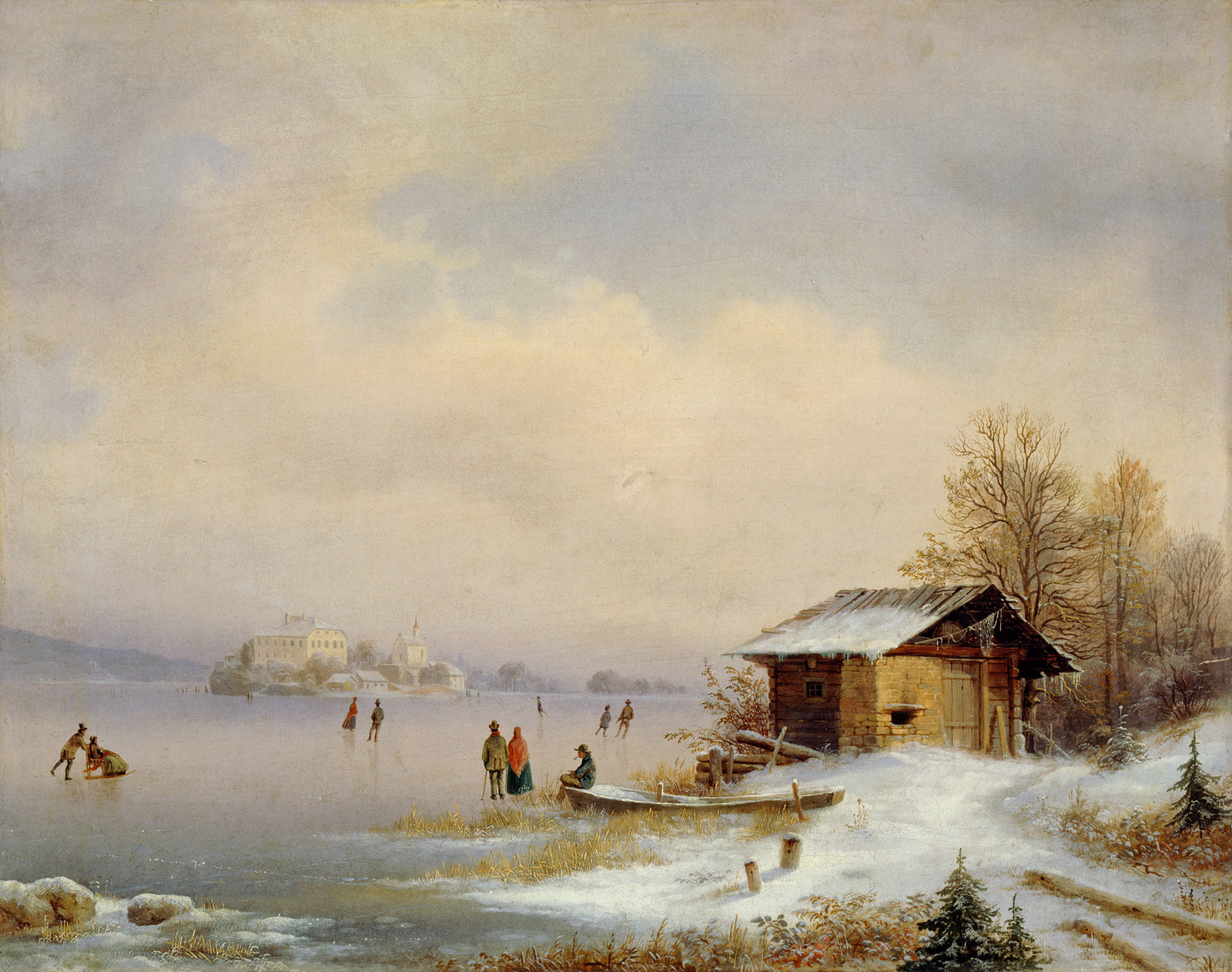
Au bord du lac Vrbsko. Galerie nationale de Slovénie.